# 鄭玉桂
鄭玉桂（1917年8月21日—2011年2月2日），祖籍福建惠安，中国牧師。
自幼随母信主，畢业於閩南神学院，1950年按立牧師圣職，1956年从惠安調往福卅，長期担任福建省基督教两會會長，福建神学院院長、中國基督教三自愛國运动委員会副主席兼农村工作委員会主任；他努力探索神学思想建设，任华東神学院副董事長，金陵神学院董事，中國基督教神学教育員会委員，是福建神学院的創辦者。
2011年2月2日逝世，享年95岁。

## 簡歷
- 1917年8月出生在福建省惠安縣沙格漁村一个基督徒家庭.
- 1936年,赴上海遠東宣教圣書学院攻言讀神学,准备献身傳道工作,后因抗日戰争爆发,于1937年返回家鄉;
- 1938年,就讀閩南神学院,
- 1938年,鄭牧師与信徒林淑珍結婚,育有二男四女,牧師娘於2004年安息主怀,享年85歲‧
- 1941年,从閩南神学院畢业回到家鄉,即由中华基督教会惠安區会分配在該轄區內担任傳道工作,并于1948年至1950年在南京金陵協和神学院和福建協和神学院進修,
- 1950年秋、由中华基督教惠安區会按立為牧師,并被惠安涂岭教会請為駐堂牧師;
- 1952年,由惠安縣基督教界推舉,當選為惠安縣人民代表;
- 1955年,惠安縣基督教三自愛國运动委員会成立,當選為副主席兼秘書長:
- 1956年、中华基督教会全國总会對各地大會進行組织整頓,閩南大会,閩中大会,閩北大会合并為中华基督教会福建大会,由惠安調到福卅担任福建大会副总干事兼辦事处主任:
- 1958年,福建省基督教三自愛國运动委員会籌备委員会成立,担任辦公室主任;
- 1960年12月,當選為中國基督教三自愛國运动委員会第二届委員;
- 1961年,担任福建省基督教三自愛國运动委員会第二届辦公室主任;
- 1966年文化大革命爆发、被下放至工厂,直至1978年文革結束恢复宗教活动.
- 1980年,當選為中國基督教全國两会常委:
- 1981年,担任福建省基督教三自愛國运动委員会第三届副主席,福建省基督教協会副会长兼总干事;
- 1983年,任福建神学院副院長,當選為第六届福建省人大代表;
- 1986年,担任福建省基督教三自愛國运动委員会第四届副主席;
- 1988年,當選第匕届福建省人大代表;
- 1991年12月,當選為中國基督教三自愛國运动委員会第五届副主席兼任中國基督教农村教会工作委員会主任;
- 1992年,當選為福建省基督教協会第二届会长:
- 1993年,當選為第八届福建省人大代表:
- 1995年,率福建省基督教两會九位牧師訪問台灣,這是中國大陸基督教第一亇組团訪問台彎教会;
- 1997年,當選為全國基督教三自愛國运动委員会第六届副主席;
- 同年,當選為福建省基督教協会第三届会長,福建神学院院長:
- 1998年,當選為第九届福建省人大代表;
- 2000年,(鄭玉桂文集)出版[3]
- 2002年、當選為第匕届福建省两会名譽会長,名譽主席,福建神学院院長,直至2011年,
- 2011年2月2日上午9時30分:鄭老牧師蒙主寵召,榮歸天家,安息主怀,在世寄居95年‧